# Clássico Caipira
Clássico Caipira é o jogo entre as equipes de rugbi do Jacareí Rugby e do São José, sendo este um dos clássicos mais tradicionais do Brasil, neste esporte. O nome foi dado ao clássico em razão das duas equipes serem do interior de São Paulo, mais precisamente, do Vale do Paraíba.
Em 2019, Jacarei Rugby e São José Rugby se enfrentaram pela primeira vez no principal palco esportivo de São José dos Campos, o Estádio Martins Pereira. O jogo aconteceu pela primeira fase do Campeonato Paulista de Rugby 2019 e teve vitória do time da casa.

## Estatísticas do clássico
Partidas: 12 (de 31 de maio de 2014 até 11 de maio de 2019)
| Estatísticas               |     |
| Vitórias do Jacareí Rugby  | 2   |
| Vitórias do São José Rugby | 9   |
| Empates                    | 1   |
| Número de Pontos           | 413 |
| Pontos do Jacareí Rugby    | 168 |
| Pontos do São José Rugby   | 245 |

## Jogos Oficias

##### Jogos
Legenda:      Jacareí Rugby —      Empates —      São José Rugby
| Nº | Data                   | Mandante       | Placar  | Visitante      | Local                   | Cidade              | Competição                 | Ref.        |
| -- | ---------------------- | -------------- | ------- | -------------- | ----------------------- | ------------------- | -------------------------- | ----------- |
| 1  | 31 de maio de 2014     | São José Rugby | 19 – 3  | Jacarei Rugby  | Teatrão                 | São José dos Campos | Campeonato Paulista de XV  |             |
| 2  | 16 de maio de 2015     | Jacarei Rugby  | 12 – 41 | São José Rugby | Campo do Balneário      | Jacareí             | Campeonato Paulista de XV  | [ 4 ]       |
| 3  | 25 de julho de 2015    | Jacarei Rugby  | 9 – 27  | São José Rugby | Campo do Balneário      | Jacareí             | Campeonato Paulista de XV  |             |
| 4  | 19 de setembro de 2015 | São José Rugby | 22 – 15 | Jacarei Rugby  | Campo do Balneário      | Jacareí             | Super 8                    | [ 5 ]       |
| 5  | 16 de abril de 2016    | Jacarei Rugby  | 3 – 15  | São José Rugby | Campo do Balneário      | Jacareí             | Campeonato Paulista de XV  | [ 6 ]       |
| 6  | 13 de maio de 2017     | São José Rugby | 19 – 19 | Jacarei Rugby  | CT Ange Guimerá         | São José dos Campos | Campeonato Paulista de XV  |             |
| 7  | 26 de agosto de 2017   | São José Rugby | 32 – 24 | Jacarei Rugby  | CT Ange Guimerá         | São José dos Campos | Super 8                    | [ 7 ] [ 8 ] |
| 8  | 2 de setembro de 2017  | Jacarei Rugby  | 24 – 17 | São José Rugby | Campo do Balneário      | Jacareí             | Quartas de final - Super 8 |             |
| 9  | 24 de março de 2018    | Jacarei Rugby  | 21 – 28 | São José Rugby | Campo do Balneário      | Jacareí             | Campeonato Paulista de XV  |             |
| 10 | 4 de agosto de 2018    | Jacarei Rugby  | 30 – 19 | São José Rugby | Campo do Balneário      | Jacareí             | Super 16                   | [ 9 ]       |
| 11 | 18 de agosto de 2018   | São José Rugby | 18 – 7  | Jacarei Rugby  | CT Ange Guimerá         | São José dos Campos | Super 16                   | [ 10 ]      |
| 12 | 11 de maio de 2019     | São José Rugby | 24 – 12 | Jacarei Rugby  | Estádio Martins Pereira | São José dos Campos | Campeonato Paulista de XV  | [ 2 ]       |

## Ações Sociais
Jacarei Rugby e São José Rugby também protagonizam disputas fora de campo de forma sadia. A primeira delas aconteceu em 2018, quando os dois clubes promoveram a campanha ''No Rugby, Doamos Nosso Sangue'', para ver quem conseguiria mais doações de sangue durante determinado período. Na ocasião, Jacarei Rugby levou a melhor e venceu o duelo festivo. As duas equipes juntas conseguiram mais de 50 doadores na ocasião.